# Okręty podwodne typu Perch
Okręty podwodne typu Perch – typ amerykańskich okrętów podwodnych lat 30. i drugiej wojny światowej. Jednostki Perch były trzecim typem wprowadzającym do użytku generatory elektryczne Diesla, napęd diesel-elektryczny oraz klimatyzację powietrza wewnątrz nieznacznie powiększonego kadłuba jednostek typu Cachalot. Okręty tego typu były bardzo udanymi jednostkami, stąd też stały się bazą dla konstrukcji późniejszych typów amerykańskich okrętów podwodnych. Na początku roku 1942, "Pickerel" i "Permit" otrzymały dodatkową zewnętrzną wyrzutnię torpedową, zaś w połowie 1943 roku, wszystkie jednostki które przetrwały do tej pory, otrzymały dodatkowe uzbrojenie przeciwlotnicze oraz zmniejszono ich kiosk.
3 marca 1942 roku, japońskie niszczyciele zmusiły do wynurzenia na Morzu Jawajskim USS "Perch" po czym zatopiły go. "Pickerel" nie powrócił z patrolu w okolicy Honsiu w kwietniu 1943 roku, zaś 29 sierpnia tego roku USS "Pompano" wpadł na minę w okolicy japońskiego wybrzeża. Pozostałe okręty zostały pocięte na złom w 1956 roku.